# John Jay Gergen
John Jay Gergen (Saint Paul (Minnesota), 17 de abril de 1903 — Duke University Hospital, 1967) foi um matemático estadunidense.
Introduziu o critério de Lebesgue–Gergen para a convergência de uma série de Fourier. Foi chefe do Departamento de Matemática da Universidade Duke, de 1937 a julho de 1966. Orientou Walter Rudin no doutorado.